# بيلي جين (أغنية)
بيلي جين هي أغنية منفردة للمغني الأمريكي مايكل جاكسون. هي السينجل الثاني من ألبوم جاكسون السادس ثريلر (1982). كتبها ولحنها مايكل جاكسون وأنتجها كوينسي جونز.

## التركيب
«بيلي جين» تمزج أصوات بوست ديسكو، وريذم أند بلوز فانك، وبوب الرقص.

## الأفراد
- مايكل جاكسون - كاتب الأغنية، تركيب، ترتيب الغناء، ترتيب الإيقاع، الغناء الرئيسي، غناء الخلفية
- لويس جونسون - غيثار البيس
- دافيد ويليامز - قيثارة
- غريغ سميث - سنثسيزر
- بروس سويدين - ميكساج

## وصلات خارجية
- كلمات الأغنية الكاملة على مترولايركس